# Sally Fieldová
Sally Margaret Fieldová (nepřechýleně Field; * 6. listopadu 1946 Pasadena, Kalifornie, USA) je americká herečka, režisérka a filmová a televizní producentka, dvojnásobná držitelka Oscara za nejlepší ženský herecký výkon.
Pochází z herecké rodiny, její matka Margaret Fieldová i její nevlastní otec Jock Mahoney byli herci.

## Kariéra
V roce 1965 byla obsazena do seriálu Gidget, avšak seriál nebyl úspěšný, tak jak se očekávalo a tak byl po první sérii zrušen. Po zrušení seriálu byla obsazovaná pouze do vedlejších rolí, avšak v roce 1977 si po boku Burta Reynoldse zahrála hlavní roli ve velice úspěšném filmu Polda a bandita. Po boku Reynoldse si zahrála v mnoha dalších úspěšných filmech, avšak prvního Oscara získala v roce 1979 za film Norma Rae, a druhého získala za film Místa v srdci. V roce 1991 hrála hlavní roli matky ve filmu Bez dcerky neodejdu spolu s Alfredem Molinou, založeném na skutečných událostech a v roce 1993 si zahrála po boku Robina Williamse ve filmu Mrs. Doubtfire – Táta v sukni, a o rok později si zahrála matku Toma Hankse ve filmu Forrest Gump. Českému publiku je také známá z filmu Pravá blondýnka 2, kde si zahrála po boku Reese Witherspoon.

## Osobní život
Byla vdaná za Steve Craiga se kterým má dvě děti. V letech 1976–1980 měla vztah s Burtem Reynoldsem. V letech 1984–1993 byla vdaná za producenta Alana Greismana. V roce 2018 se svěřila, že ji znásilnil nevlastní otec Jock Mahoney. Sally Fieldová je také aktivistka a bojovnice za práva gayů. V roce 2019 byla zatčena za účast na každotýdenním protestu Jane Fondové. Trpí osteoporózou.